# The End of the World (chanson de Skeeter Davis)
Pour les articles homonymes, voir End of the World.
The End of the World est une chanson de Skeeter Davis, mêlant musique pop et country, qui a rencontré un succès international dans les années 1960. 

## Contexte
The End of the World a été écrite par Arthur Kent et Sylvia Dee, inspirée du chagrin de cette dernière après la mort de son père.
La version de Davis a été enregistrée le 8 juin 1962 aux studios RCA à Nashville, avec le producteur Chet Atkins, avec la participation de Floyd Cramer.
Publiée par RCA Records en décembre 1962, The End of the World atteint son apogée en mars 1963, en étant deuxième du Billboard Hot 100, deuxième du Billboard Country Singles, première sur le Billboard's Easy listening, et 4e sur le Billboard's rhythm and blues. Il s'agit de la première, et, en janvier 2016, de la seule chanson à avoir atteint le top 10 des 4 classements Billboard. Billboard a classé cette chanson 3e dans son classement de 1963.
Skeeter Davis, après avoir chanté toute la chanson en si bémol, monte d'un demi-ton, en si, pour les deux premières lignes de la dernière strophe.
La chanson a été jouée aux funérailles de Chet Atkins, sous forme instrumentale, par Marty Stuart, ainsi qu'aux funérailles de Skeeter Davis, au Ryman Auditorium.
La chanson fut reprise dès 1963 par Julie London dans une version pleine d'émotion, puis par Brenda Lee, toujours en 1963, et sa voix chaude d'adolescente, puis en 1965 par les Herman's Hermits dans une version très British beat. En 1967 Nancy Sinatra la reprend à son tour, avec sa technique vocale parfaite. En 1973, c'est au tour des Carpenters de faire une reprise très enjouée grâce à la merveilleuse voix de Karen Carpenter.

## Utilisation
La chanson peut être entendue dans différentes productions cinématographiques et télévisuelles, dont voici ci-après un florilège :

### Cinéma
- 1999 : Une vie volée
- 2001 : Écarts de conduite
- 2005 : Daltry Calhoun
- 2008 : An American Affair
- 2009 : Good Morning England
- 2017 : Mother ! (Générique de fin)[8], version chantée par Patti Smith
- 2021 : Les Éternels, la version originale ainsi qu'une version remixée par Ramin Djawadi sont utilisées dans les teaser du film. Le remix est intégré dans le film lui-même.
- 2023 : Le Remplaçant

### Télévision
- 2005 : Lost : Les Disparus (ABC) (S02 Ep 9 : Message personnel 'What Kate Did')
- 2009 : Mad Men (S03 Ep 12 : Les Grands 'The Grown-Ups')[9]
- 2013 : Granite Flats (générique)
- 2013 : Under the Dome (CBS) (S01 Ep : M.O.A.B. 'Blue on Blue')
- 2015 : Le Maître du Haut Château (Amazon Prime), dans une version japonaise
- 2015 : Wayward Pines (série)
- 2016 : Lucifer (Netflix) (Attention, Spoiler !)
- 2017 : The End of the F***ing World (Channel 4/Netflix), chantée par Julie London
- 2017 : The leftlovers (HBO) (S03 Ep 7 L'homme le plus puissant du monde (et son vrai jumeau))
- 2019 : iZombie (The CW) (S05 Ep 15 : 'All's Well That Ends Well')[10], version de Sharon Van Etten
- 2020 : Le Jeu de la Dame (Netflix) (Ep 3 : Pions doublés 'Doubled Pawns'), version de Herman’s Hermits
- 2021 : Snowpiercer (Netflix) (S02 Ep 7 : La réponse universelle)
- 2021 : Too Close (ITV)

### Jeux vidéo
- 2015 : Bethesda Fallout 4

## Performances
| Classement (1963)                  | Meilleur classement |
| ---------------------------------- | ------------------- |
| Australian Kent Music Report       | 32                  |
| U.K. Singles Chart                 | 18                  |
| U.S. Billboard Hot Country Singles | 2                   |
| U.S. Billboard Hot 100             | 2                   |
| U.S. Billboard Hot Black Singles   | 4                   |
| U.S. Billboard Easy Listening      | 1                   |